# Тирош, Ронит
Ронит Тирош (ивр. רונית תירוש‎; род. 8 декабря 1953 года, Тель-Авив, Израиль) — израильский политик, депутат кнессета (17 и 18 созывы) от партии «Кадима»

## Биография
Ронит Тирош родилась в Тель-Авиве, Израиль. Проходила службу Армии обороны Израиля, сержант разведки. В 1977 году окончила в Тель-Авивский университет, получив степень бакалавра в области философии и арабского языка. На следующий год получила диплом преподавателя арабского языка.
В 1986 году получила степень магистра в области управления и организации образования (Тель-Авивский университет). В 2000 году начала обучение на степень доктора наук, но позже обучение приостановила.
В 2001—2005 годах работала генеральным директором министерства образования Израиля. Работала директором школы «Тет» в Тель-Авиве. В 2005 году вошла в рейтинг «50 самых сильных женщин Израиля» по версии издания «Форбс Израиль». В том же году мошла в рейтинг «50 самых влиятельных женщин Израиля», составленным изданием «Глобс».
В 2006 году была избрана в кнессет 17-го созыва, работала в комиссии по борьбе с наркотиками, комиссии по труду, благосостоянию и здравоохранению, комиссии кнессета, комиссии по экономике, комиссии по образованию, культуре и спорту и комиссии по поддержке статуса женщины.
Перед выборами в кнессет 18-го созыва заняла 16-е место в партийном списке Кадимы, и прошла в кнессет, так как партия получила 28 мандатов. Вошла в состав комиссии по образованию, культуре и спорту и финансовой комиссии. Получила пост председателя комиссии по науке и технологии.
Тирош замужем, имеет троих детей, живёт в Рамат-Гане. Владеет ивритом, французским, арабским и английским языком.